# Liste des conseillers départementaux de la Vienne
Pour un article plus général, voir Conseil départemental de la Vienne.

## Composition politique
| Parti                                           | Sigle | Sigle | Élus |
| ----------------------------------------------- | ----- | ----- | ---- |
| Opposition - La Vienne en transition (4 sièges) |       |       |      |
| Divers gauche                                   |       | DVG   | 2    |
| Parti socialiste                                |       | PS    | 1    |
| Parti communiste français                       |       | PCF   | 1    |
| Majorité - Vienne Avenir (30 sièges)            |       |       |      |
| Divers droite                                   |       | DVD   | 16   |
| Les Républicains                                |       | LR    | 9    |
| Union des démocrates et indépendants            |       | UDI   | 4    |
| Agir                                            |       | Agir  | 1    |
| Non-inscrits (4 sièges)                         |       |       |      |
| Parti socialiste                                |       | PS    | 2    |
| La République en marche                         |       | LREM  | 1    |
| Divers centre                                   |       | DVC   | 1    |
| Président du Conseil départemental              |       |       |      |
| Alain Pichon (DVD)                              |       |       |      |

## Liste des conseillers départementaux de laVienne

### Depuis 2021
| Cantons               | Conseillers           | Parti | Parti | Autres fonctions |
| --------------------- | --------------------- | ----- | ----- | --- |
| Chasseneuil-du-Poitou | Claude Eidelstein     |       | DVD   | Maire de Chasseneuil-du-Poitou Vice-président et rapporteur général du budget à Grand Poitiers Vice-président et rapporteur du budget au Conseil départemental de la Vienne   |
| Chasseneuil-du-Poitou | Pascale Guittet       |       | DVD   | Maire de Pouillé Vice-présidente du Conseil départemental de la Vienne |
| Châtellerault-1       | Anne-Florence Bourat  |       | UDI   | Conseillère municipale de Châtellerault Vice-présidente de Grand Châtellerault Vice-présidente déléguée du Conseil départemental de la Vienne                                 |
| Châtellerault-1       | Henri Colin           |       | UDI   | Maire de Lencloître Vice-président de Grand Châtellerault Vice-président du Conseil départemental de la Vienne                                                                |
| Châtellerault-2       | Valérie Dauge         |       | UDI   | Vice-présidente du Conseil départemental de la Vienne |
| Châtellerault-2       | Alain Pichon          |       | DVD   | Conseiller municipal d'Antran Vice-président de Grand Châtellerault |
| Châtellerault-3       | Pascale Moreau        |       | DVD   | Conseillère municipale de La Roche-Posay Vice-présidente du Conseil départemental de la Vienne                                                                                |
| Châtellerault-3       | Gérard Pérochon       |       | DVD   | Maire de Senillé-Saint-Sauveur Vice-président de Grand Châtellerault |
| Chauvigny             | Isabelle Barreau      |       | LR    | Conseillère municipale de Bonneuil-Matours Conseillère départementale déléguée au Président du Conseil départemental de la Vienne                                             |
| Chauvigny             | Gérard Herbert        |       | DVD   | Maire de Chauvigny Vice-président de Grand Poitiers |
| Civray                | Jean-Olivier Geoffroy |       | LR    | Maire de Champniers Président de la Communauté de communes du Civraisien en Poitou                                                                                            |
| Civray                | Lydie Noirault        |       | DVD   | Maire de Joussé Vice-présidente de la Communauté de communes du Civraisien en Poitou                                                                                          |
| Jaunay-Marigny        | Valérie Chebassier    |       | DVD   | Adjointe au maire de Saint-Martin-la-Pallu |
| Jaunay-Marigny        | Jérôme Neveux         |       | UDI   | Maire de Jaunay-Marigny Vice-président de Grand Poitiers |
| Loudun                | Bruno Belin           |       | LR    | Sénateur de la Vienne Conseiller municipal de Monts-sur-Guesnes Conseiller départemental délégué au Président du Conseil départemental de la Vienne                           |
| Loudun                | Marie-Jeanne Bellamy  |       | DVD   | Maire des Trois-Moutiers Vice-présidente de la Communauté de communes du Pays loudunais                                                                                       |
| Lusignan              | Jean-Louis Ledeux     |       | DVD   | Maire de Lusignan Vice-président du Conseil départemental de la Vienne |
| Lusignan              | Sybil Pécriaux        |       | DVD   | Conseillère municipale de Valence-en-Poitou Conseillère départementale déléguée au Président du Conseil départemental de la Vienne                                            |
| Lussac-les-Châteaux   | François Bock         |       | DVD   | Maire de Gençay Vice-président de la Communauté de communes du Civraisien en Poitou                                                                                           |
| Lussac-les-Châteaux   | Marie-Renée Desroses  |       | DVD   | Maire de Civaux Vice-présidente de la Communauté de communes Vienne et Gartempe Vice-présidente du Conseil départemental de la Vienne                                         |
| Migné-Auxances        | Benoît Prinçay        |       | LR    | Maire de Chouppes Président de la Communauté de communes du Haut-Poitou |
| Migné-Auxances        | Séverine Saint-Pé     |       | LR    | Maire de Neuville-de-Poitou Vice-présidente de la Communauté de communes du Haut-Poitou Vice-présidente du Conseil départemental de la Vienne                                 |
| Montmorillon          | Brigitte Abaux        |       | LR    | Maire de La Trimouille Vice-présidente de la Communauté de communes Vienne et Gartempe Conseillère départementale déléguée au Président du Conseil départemental de la Vienne |
| Montmorillon          | Guillaume de Russé    |       | LR    | Président délégué du Conseil départemental de la Vienne |
| Poitiers-1            | Anthony Brottier      |       | LREM  | Conseiller municipal de Poitiers |
| Poitiers-1            | Aline Fontaine        |       | DVC   | |
| Poitiers-2            | Ludovic Devergne      |       | DVG   | Conseiller municipal de Buxerolles |
| Poitiers-2            | Sarah Rhallab         |       | DVG   | |
| Poitiers-3            | Florence Harris       |       | PCF   | |
| Poitiers-3            | Grégory Vouhé         |       | DVG   | |
| Poitiers-4            | Mathias Aggoun        |       | PS    | |
| Poitiers-4            | Catherine Bourgeon    |       | PS    | Conseillère municipale de Mignaloux-Beauvoir |
| Poitiers-5            | Alain Joyeux          |       | DVD   | Adjoint au maire de Saint-Benoît |
| Poitiers-5            | Joëlle Peltier        |       | DVD   | Vice-présidente déléguée du Conseil départemental de la Vienne |
| Vivonne               | Gilbert Beaujaneau    |       | LR    | Maire de Nieuil-l'Espoir Président de la Communauté de communes des Vallées du Clain Vice-président du Conseil départemental de la Vienne                                     |
| Vivonne               | Rose-Marie Bertaud    |       | LR    | Maire de Vivonne Vice-présidente du Conseil départemental de la Vienne |
| Vouneuil-sous-Biard   | Sandrine Barraud      |       | DVD   | Adjointe au maire de Quinçay |
| Vouneuil-sous-Biard   | Benoît Coquelet       |       | Agir  | Conseiller municipal de Vouillé Vice-président du Conseil départemental de la Vienne                                                                                          |

### 2015-2021
| Cantons               | Conseillers              | Parti | Parti | Autres fonctions |
| --------------------- | ------------------------ | --- | ----- | --- |
| Chasseneuil-du-Poitou | Claude Eidelstein        | | LR    | Maire de Chasseneuil-du-Poitou Vice-président à Grand Poitiers Rapporteur général du budget au Conseil départemental de la Vienne                                         |
| Chasseneuil-du-Poitou | Pascale Guittet          | | LMR   | Maire de Pouillé Déléguée au président du Grand Poitiers Vice-présidente au Conseil départemental de la Vienne                                                            |
| Châtellerault-1       | Henri Colin              | | UDI   | Maire de Lencloître Vice-président de la Communauté d'agglomération du pays châtelleraudais Vice-président du Conseil départemental de la Vienne                          |
| Châtellerault-1       | Anne-Florence Bourat     | Adjointe au maire de Châtellerault Vice-présidente à la Communauté d'agglomération du pays châtelleraudais Conseillère départementale déléguée au président du Conseil départemental de la Vienne | UDI   | |
| Châtellerault-2       | Alain Pichon             | | DVD   | Maire d'Antran Vice-président à la Communauté d'agglomération du pays châtelleraudais Vice-président du Conseil départemental de la Vienne                                |
| Châtellerault-2       | Valérie Dauge            | | UDI   | 1re vice-présidente du Conseil départemental de la Vienne |
| Châtellerault-3       | Jean-Pierre Abelin       | | UDI   | Maire de Châtellerault Président de la Communauté d'agglomération du pays châtelleraudais                                                                                 |
| Châtellerault-3       | Pascale Moreau           | | DVD   | Maire de La Roche-Posay Conseillère communautaire déléguée de la Communauté d'agglomération du pays châtelleraudais Vice-présidente du Conseil départemental de la Vienne |
| Chauvigny             | Alain Fouché             | | LR    | Sénateur de la Vienne Conseiller départemental délégué au président du Conseil départemental de la Vienne                                                                 |
| Chauvigny             | Isabelle Barreau         | Maire de Bonneuil-Matours Vice-présidente à la Communauté d'agglomération du pays châtelleraudais Conseillère départementale déléguée au président du Conseil départemental de la Vienne          | LR    | |
| Civray                | Jean-Olivier Geoffroy    | | LR    | Maire de Champniers Président de la Communauté de communes du Civraisien en Poitou Vice-président du Conseil départemental de la Vienne                                   |
| Civray                | Lydie Noirault           | | DVD   | Maire de Joussé Vice-présidente de la Communauté de communes du Civraisien en Poitou                                                                                      |
| Jaunay-Marigny        | Francis Girault          | | DVD   | |
| Jaunay-Marigny        | Karine Journeau          | | DVD   | |
| Loudun                | Bruno Belin              | | LR    | 1er adjoint au maire de Monts-sur-Guesnes Président du Conseil départemental de la Vienne                                                                                 |
| Loudun                | Marie-Jeanne Bellamy     | | DVD   | Maire des Trois-Moutiers Vice-présidente à la Communauté de communes du Pays Loudunais                                                                                    |
| Lusignan              | Jean-Louis Ledeux        | | DVD   | |
| Lusignan              | Sybil Pécriaux           | Adjointe au maire de Payré | DVD   | |
| Lussac-les-Châteaux   | François Bock            | | LR    | Maire de Gençay Vice-président de la Communauté de communes du Civraisien en Poitou                                                                                       |
| Lussac-les-Châteaux   | Marie-Renée Desroses     | Vice-présidente du Conseil départemental de la Vienne | LR    | |
| Migné-Auxances        | Benoît Prinçay           | | LR    | Maire de Chouppes Vice-président de la Communauté de communes du Haut-Poitou                                                                                              |
| Migné-Auxances        | Séverine Saint-Pé        | Maire de Neuville-de-Poitou Vice-présidente à la Communauté de communes du Haut-Poitou Vice-présidente du Conseil départemental de la Vienne                                                      | LR    | |
| Montmorillon          | Guillaume De Russé       | | LR    | Président délégué du Conseil départemental de la Vienne |
| Montmorillon          | Brigitte Abaux           | Adjointe au maire de La Trimouille | LR    | |
| Poitiers-1            | Étienne Royer            | | PS    | |
| Poitiers-1            | Sandrine Martin          | | PS    | |
| Poitiers-2            | Magali Barc              | | PS    | |
| Poitiers-2            | Ludovic Devergne         | Adjoint au maire de Buxerolles | PS    | |
| Poitiers-3            | Isabelle Soulard         | | PS    | Ecrivain, conférencière Vice-présidente du Comité de quartier « Autour du Pont-Neuf »                                                                                     |
| Poitiers-3            | Jean-Daniel Blusseau     | Infirmier 14ème adjoint au maire de Poitiers Ancien conseiller général du Canton de Poitiers-7 (2008-2015)                                                                                        | PS    | |
| Poitiers-4            | Michel Touchard          | | PS    | Médecin généraliste Adjoint au maire de Poitiers (1995-2008) Ancien conseiller général du Canton de Poitiers-3 (2008-2015)                                                |
| Poitiers-4            | Véronique Wuyts-Lepareux | | LREM  | Adjointe au maire de Mignaloux-Beauvoir |
| Poitiers-5            | Dominique Clément        | | DVD   | Maire de Saint-Benoît Vice-président du Grand Poitiers |
| Poitiers-5            | Joëlle Peltier           | Maire de Ligugé Présidente déléguée du Grand Poitiers | DVD   | |
| Vivonne               | Gilbert Beaujaneau       | | LR    | Maire de Nieuil-l'Espoir Président de la Communauté de communes des Vallées du Clain Vice-président du Conseil départemental de la Vienne                                 |
| Vivonne               | Rose-Marie Bertaud       | Adjointe au maire de Vivonne Vice-présidente du Conseil départemental de la Vienne | LR    | |
| Vouneuil-sous-Biard   | Benoît Coquelet          | | DVD   | Vice-président du Conseil départemental de la Vienne |
| Vouneuil-sous-Biard   | Claudie Faucher          | Adjointe au maire de Vouneuil-sous-Biard | DVD   | |

## Anciens conseillers généraux
- Claude Bertaud
- Raoul Cartraud ;
- Alain Claeys ;
- Édith Cresson ;
- Adrien Creuzé;
- Luc Levesque ;
- Jacques Masteau ;
- René Monory ;
- Jacques Santrot ;
- Pierre Vertadier ;
- Gaston Marie Marc-Pierre de Voyer de Paulmy, comte d'Argenson ;
- Robert Stanghellini